# أكبر أباد (غرمي)
أكبر أباد (بالإنجليزية: Akbarabad, Ardabil)‏ هي مستوطنة تقع في أردبيل في إيران. يقدر عدد سكانها بـ 189 نسمة .